# Wilhelm Feldmann (Politiker)

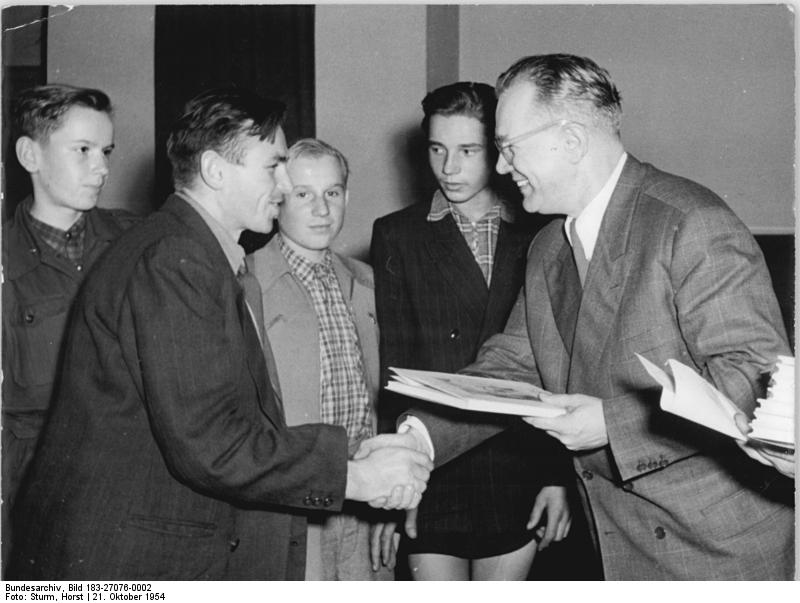
Feldmann (rechts) 1954 bei einer Auszeichnung

Wilhelm Feldmann (* 10. Februar 1910 in Köln; † 7. April 1994 in Berlin) war ein deutscher Offizier und Politiker. Als Mitglied der Blockpartei National-Demokratische Partei Deutschlands war er Minister der Deutschen Demokratischen Republik.

## Leben
Feldmann wurde 1910 in Köln-Deutz geboren. Er begann an der Rheinischen Friedrich-Wilhelms-Universität Rechtswissenschaft zu studieren und wurde 1930 Mitglied des Corps Teutonia Bonn. Als Inaktiver wechselte er an die Friedrich-Schiller-Universität Jena. 1934 bestand er das Erste Juristische Staatsexamen. 1936 wurde er in Jena zum Dr. jur. promoviert. Nach dem Assessorexamen (1938) war er in der Industrie tätig.
Am 31. August 1937 beantragte er die Aufnahme in die Nationalsozialistische Deutsche Arbeiterpartei und wurde rückwirkend zum 1. Mai desselben Jahres aufgenommen (Mitgliedsnummer 4.880.961). Als Leutnant der Wehrmacht geriet Feldmann im Deutsch-Sowjetischen Krieg in Kriegsgefangenschaft, in der er an der Antifa-Schule in Krasnogorsk „umgeschult“ wurde. Später unterrichtete er dort und an der Antifaschistischen Frontschule in Moskau. Aus der Gefangenschaft entlassen und nach Deutschland zurückgekehrt, trat Feldmann 1949 in der Sowjetischen Besatzungszone der NDPD bei und war bald in ihrem geschäftsführenden Vorstand tätig.
Von 1949 bis 1967 war er Abgeordneter der (Provisorischen) Volkskammer und von 1950 bis 1958 Minister für Leichtindustrie im Ministerrat der DDR. Nach der zeitweiligen Auflösung der Industrieministerien gehörte er von 1958 bis 1961 der Staatlichen Plankommission und von 1961 bis 1963 dem Volkswirtschaftsrat der DDR jeweils als Abteilungsleiter für Leichtindustrie an, in den Jahren 1963/64 war er stellvertretender Vorsitzender des Staatlichen Vertragsgerichts beim Ministerrat der DDR und anschließend von 1964 bis 1973 Vizepräsident des Amts für Erfindungs- und Patentwesen der DDR. Seit 1974 Invalidenrentner, wurde Feldmann 1975 Mitglied der Freundschaftsgesellschaft DDR–Afrika. Nach dem kooperativen Beitritt der NDPD zum Bund Freier Demokraten im März 1990 war Feldmann zeitweise dessen Mitglied. Später schloss er sich der FDP an.